# SMS Basilisk (1902)
Basilisk – austro-węgierski stawiacz min z początku XX wieku i okresu I wojny światowej, późniejszy rumuński Aurora z okresu II wojny światowej. Jednostka została zwodowana 28 listopada 1902 roku w stoczni Marco U. Martinolich w Malim Lošinju, a do służby w Kaiserliche und Königliche Kriegsmarine przyjęto ją w lutym 1903 roku. W wyniku podziału floty po upadku Austro-Węgier jednostkę przyznano Francji, gdzie otrzymała nazwę „Aurore”. W 1922 roku okręt został zakupiony przez Rumunię i wszedł w skład Królewskiej Marynarki Rumuńskiej pod nazwą „Aurora”. W 1927 roku jednostka została sprzedana liniom żeglugowym Societatea Romana Dunareana. Odkupiony w 1937 roku i wyremontowany, od 1939 roku okręt został ponownie przyjęty do służby w rumuńskiej marynarce i wziął udział w II wojnie światowej. 28 czerwca 1941 roku „Aurora” została ciężko uszkodzona przez radzieckie samoloty i ostatecznie zniszczona w kolejnym nalocie 15 lipca 1941 roku.

## Projekt i budowa
„Basilisk” zbudowany został w stoczni Marco U. Martinolich w Malim Lošinju, założonej przez Marka Umile Martinolićia w 1850 i rozwiniętej przez jego syna Nikolę . Stępkę okrętu położono w 1901 roku, został zwodowany 28 listopada 1902 roku, a do służby w Kaiserliche und Königliche Kriegsmarine wszedł 21 lutego 1903 roku .

## Dane taktyczno-techniczne
Okręt był niewielkim stawiaczem min . Długość całkowita kadłuba wynosiła 49,1 metra (46 metrów między pionami), szerokość 7,9 metra i zanurzenie 1,5 metra (maksymalne 2,2 metra) . Wyporność normalna wynosiła 314 ton . Okręt napędzany był przez maszynę parową potrójnego rozprężania o mocy 550 KM, do której parę dostarczał jeden kocioł cylindryczny opalany węglem . Jednośrubowy układ napędowy pozwalał osiągnąć prędkość 11 węzłów .
Uzbrojenie okrętu składało się z dwóch pojedynczych dział SFK L/44 kalibru 47 mm i dwóch pojedynczych karabinów maszynowych kalibru 8 mm . Jednostka mogła zabrać na pokład ładunek 145 min morskich .
Załoga okrętu liczyła 40 oficerów, podoficerów i marynarzy .

## Służba
„Basilisk” był we flocie austro-węgierskiej jednym z czterech stawiaczy min. Z powodu rozpadu monarchii habsburskiej 1 listopada 1918 roku na jednostce opuszczono po raz ostatni banderę KuKK. W wyniku przeprowadzonego w styczniu 1920 roku podziału floty austro-węgierskiej okręt został przyznany Francji. Jednostka została przebazowana do Francji w 1919 lub 1920 roku i otrzymała nazwę „Aurore” . 
W 1922 roku okręt został zakupiony przez Rumunię i wszedł w skład Marynarki Wojennej pod nazwą „Aurora” . Jednostka służyła do 1927 roku, kiedy została sprzedana linom żeglugowym Societatea Romana Dunareana . W 1937 roku marynarka odkupiła statek i w stoczni w Gałaczu został on wyremontowany i ponownie przystosowany do pełnienia funkcji pomocniczego stawiacza min . 
W 1939 roku okręt został ponownie przyjęty do służby w Forțele Navale Române i wziął udział w II wojnie światowej, a jego uzbrojenie stanowił podwójnie sprzężony wkm kal. 13,2 mm L/76 i 40 min . 10 stycznia 1941 roku okręt postawił zagrodę minową zabezpieczającą dostęp do Suliny, na której następnego dnia zatonęła rumuńska kanonierka „Locotenent Lepri Remus”. 28 czerwca 1941 roku „Aurora” została ciężko uszkodzona przez radzieckie samoloty nieopodal Suliny . Okręt próbowano naprawić na miejscu, jednak 15 lipca 1941 roku został ostatecznie zniszczony w kolejnym nalocie radzieckiego lotnictwa .